# 우라리나족

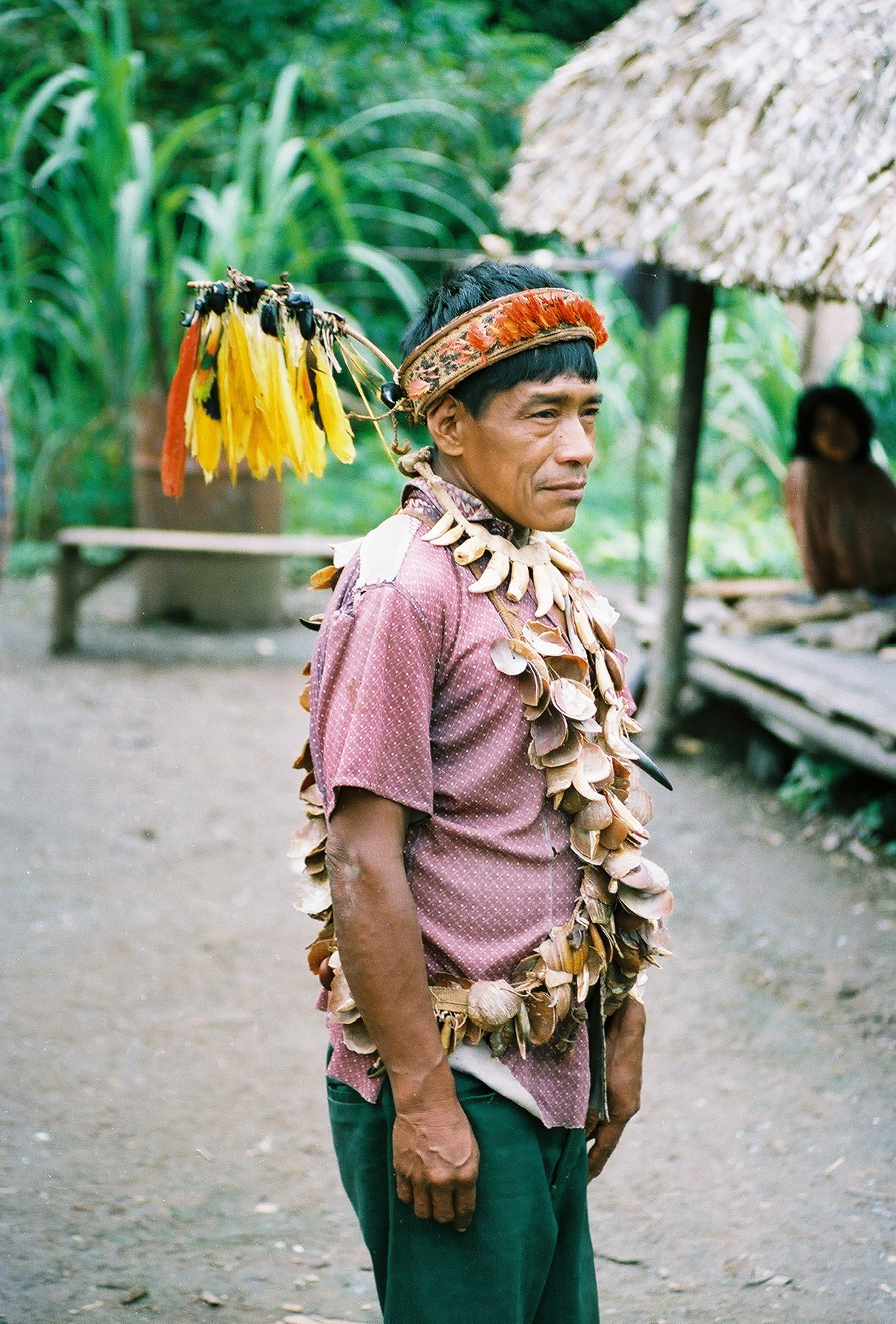
우라리나족 샤먼

우라리나족(Urarina)은 페루령 아마존 분지 지대(로레토주)의 원주민으로, Chambira, Urituyacu, Corrientes 강 유역에 산다. 고고학적, 역사학적 증거에 따르면 이들은 적어도 수백 년 간 오늘날 페루 북동부의 참비라강 유역에서 살아왔다. 이들은 스스로를 "사람"을 뜻하는 Kachá라고 부르나 민족학자들은 Urarina라는 민족명을 사용하고 있다. 현지에서는 케추아어 이름인 Shimaku로도 알려져 있으나 이것은 우라리나족에게 멸칭으로 여겨진다.
우라리나어의 문서화는 현재 진행 중이며, 고립된 언어나 미분류 언어로 간주되고 있다. 우라리나족에 대한 언어학적 작업은 국제 SIL에 의해 처음 개척되었다.

## 같이 보기
- 페루 원주민